# Tweek contre Craig
Tweek contre Craig (Tweek vs. Craig en version originale) est le cinquième épisode de la troisième saison de la série animée South Park, ainsi que le 36e épisode de l'émission.

## Synopsis
Les enfants se demandent qui est le plus turbulent, Tweek Tweak ou Craig. Pendant ce temps-là, M. Adler, le professeur de mécanique, a de sérieux problèmes avec le tragique décès de son épouse. Kenny, lui, suit les cours de sciences domestiques...